# Zirawi
Le zirawi, rfiss zirawi ou ziraoui, est une variété locale de rfiss propre aux rions de l'Est algérien, notamment dans le Constantinois et l'Aurès.

## Ingrédients et préparation
C'est un mets sucré fait à base de semoule cuite en galette dure, écrasée pour en faire une pâte fine imbibée de miel, de smen et saupoudrée de noix concassées. 

## Tradition
C’est un plat traditionnel dans les Aurès qui se fait dans les cérémonies, mariage, fêtes, circoncision.
Selon les régions des Aurès, certains découpent des galettes de pain avec un mélange de dattes lors de Yennayer.
À Ichmoul, le plat est servi lors des fêtes religieuses musulmanes.
Lors de la fête du printemps Thifsouine, à Menaa, dans la région des Aurès, le ziraoui est constitué essentiellement d’amandes concassées et de miel et considéré comme dessert.
D'Ighzer Amllal à la vallée de Belezma, une des traditions dans le massif des Aurès, après le dîner et lors de Yennar, ziraoui, baghrir et bsissa sont servis.